# American Pie (filmserie)
American Pie är en amerikansk filmserie av komedifilmer. Den första filmen i serien släpptes 1999, av Universal Pictures, och blev snabbt populär. Den första, andra och tredje filmen släpptes med två års mellanrum, medan den fjärde filmen släpptes 2012. Från 2005 till 2009 gjordes fyra spinoffilmer i serien.
Under hela den första filmen i originalserien försöker Jim Levenstein (Jason Biggs) att utveckla ett förhållande med sin skolkamrat Nadia (Shannon Elizabeth) och försöker tillsammans med sina bästa vänner Kevin Myers (Thomas Ian Nicholas), Paul Finch (Eddie Kaye Thomas) och Chris Ostreicher (Chris Klein) att förlora sin oskuld. I den andra filmen, med hjälp av Steve Stifler (Seann William Scott), fixar kompisgänget ihop en sommarfest och Jim får andra känslor för sin vän Michelle Flaherty (Alyson Hannigan). I den tredje filmen planerar Jim och Michelle att gifta sig, även om de tvingas att bjuda in Stifler, som riskerar att förstöra allt. I den fjärde filmen kommer hela gänget tillbaka till sin hemstad, då de alla ska gå på en återträff för deras skola. I Spinoffserien får vi följa släktingar till Stifler, bland annat hans bror Matt (Tad Hilgenbrink) och kusinerna Erik (John White), Dwight (Steve Talley), Scott (John Patrick Jordan) och deras respektive vänner som försöker göra liknande aktiviteter.
Den ursprungliga serien, producerad på en total budget på 145 miljoner amerikanska dollar, har spelat in ca 1 miljard dollar över hela världen. Filmerna i spinnoffserien släpptes direkt på video och DVD. Den ursprungliga serien har fått någorlunda positiva recensioner från kritiker, medan spinoffserien har fått negativa recensioner från kritiker.

## Originalserien
| Team             | Filmer                                                 | Filmer                                                                                   | Filmer                                                                                   | Filmer                                               |
| Team             | American Pie (1999)                                    | American Pie 2 (2001)                                                                    | American Pie - The Wedding (2003)                                                        | American Reunion (2012)                              |
| ---------------- | ------------------------------------------------------ | ---------------------------------------------------------------------------------------- | ---------------------------------------------------------------------------------------- | ---------------------------------------------------- |
| Regissör(er)     | Chris och Paul Weitz                                   | J. B. Rogers                                                                             | Jesse Dylan                                                                              | Jon Hurwitz och Hayden Schlossberg                   |
| Författare       | Adam Herz                                              | Adam Herz                                                                                | Adam Herz                                                                                | Jon Hurwitz och Hayden Schlossberg                   |
| Producent(er)    | Chris Moore, Craig Perry, Chris Weitz, och Warren Zide | Chris Bender, Adam Herz, Chris Moore, Craig Perry, Chris och Paul Weitz, och Warren Zide | Chris Bender, Adam Herz, Chris Moore, Craig Perry, Chris och Paul Weitz, och Warren Zide | Chris Moore, Craig Perry, Adam Herz, och Warren Zide |
| Kompositör       | David Lawrence                                         | David Lawrence                                                                           | Christophe Beck                                                                          | Lyle Workman                                         |
| Fotograf         | Richard Crudo                                          | Mark Irwin                                                                               | Lloyd Ahern                                                                              | Daryn Okada                                          |
| Redigering       | Priscilla Nedd-Friendly                                | Larry Madaras Stuart Pappé                                                               | Stuart Pappé                                                                             | Jeff Betancourt                                      |
| Produktionsbolag | Zide/Perry Productions Summit Entertainment            | Zide/Perry Productions LivePlanet                                                        | Zide/Perry Productions LivePlanet                                                        | Zide/Perry Productions Relativity Media              |
| Distribution     | Universal Pictures                                     | Universal Pictures                                                                       | Universal Pictures                                                                       | Universal Pictures                                   |
| Speltid          | 95 minuter                                             | 110 minuter                                                                              | 96 minuter                                                                               | 113 minuter                                          |
| Releasedatum     | 9 juli 1999                                            | 10 augusti 2001                                                                          | 1 augusti 2003                                                                           | 6 april 2012                                         |

### Handling
I den ursprungliga filmen American Pie (1999) försöker Jim Levenstein och hans vänner Kevin Myers, Paul Finch och Chris Ostreicher att förlora sin oskuld före sin high-schoolexamen. Jim uppvaktar den slovakiska utbytesstudenten Nadia, men hans försök misslyckas efter att han ejakulerat för tidigt två gånger under förspel, och istället uppvaktar han orkestertönten Michelle och frågar om hon vill bli hans dejt till balen. När Stiflers bjuder in till fest efter balen har Jim ett one-night stand med Michelle.
I American Pie 2 (2001) arrangerar Jim och hans vänner en fest på ett sommarstrandhus i Grand Harbour som återförenar gymnasiekompisarna. Nadia återvänder, och Jim ber Michelle att hjälpa honom att ha sex med henne. Jim inser sedan att han är kär i Michelle (som också har känslor för Jim), och berättar det sedan för både Nadia och Michelle.
American Pie – The Wedding (2003) börjar med att Jim friar till Michelle. Finch, Kevin och Stifler hjälper till att fixa bröllopet.
Under de år som gått sedan American Pie - The Wedding, får vi i den senaste delen American Reunion (2012) se att Jim och Michelle har gift sig, och har ett barn. Även Kevin är gift, medan Oz och Heather växt ifrån varandra. Finch har ännu inte hittat kärleken (om man inte räknar Stiflers mamma), och Stifler vägrar att inse att tonåren är över sedan länge. I filmen återvänder alla vänner till Grand Harbour för deras skolåterträff, där de blir påminda om tonåren som de en gång var.

### Utveckling
Filmserien började med American Pie, släppt 9 juli 1999. Filmen fick sedan tre uppföljare: American Pie 2, släppt 10 augusti 2001, American Pie – The Wedding, släppt 1 augusti 2003 och American Reunion, släppt 6 april 2012.

### Framtida filmer
En femte biofilm, med arbetstiteln American Pie 5 tillkännagavs den 4 augusti 2012, med Jon Hurwitz och Hayden Schlossberg som regissörer och manusförfattare. I maj 2015 avslöjade Tara Reid att det pratats om att den femte biofilmen möjligen ska utspela sig i Las Vegas.

## Spinoffserien
| Team             | Filmer                         | Filmer                                                    | Filmer                          | Filmer                            |
| Team             | American Pie: Band Camp (2005) | American Pie: The Naked Mile (2006)                       | American Pie: Beta House (2007) | American Pie: Book of Love (2009) |
| ---------------- | ------------------------------ | --------------------------------------------------------- | ------------------------------- | --------------------------------- |
| Regissör         | Steve Rash                     | Joe Nussbaum                                              | Andrew Waller                   | John Putch                        |
| Producent(er)    | Mike Elliott                   | W. K. Border                                              | W. K. Border                    | Mike Elliot                       |
| Författare       | Brad Riddell                   | Eric Lindsay                                              | Eric Lindsay                    | David H. Steinberg                |
| Kompositör       | Robert Folk                    | Jeff Cardoni                                              | Jeff Cardoni                    | David Lawrence                    |
| Fotograf         | Victor J. Kemper               | Eric Haase                                                | Gerald Packer                   | Ross Berryman                     |
| Redigering       | Danny Saphire                  | Danny Saphire                                             | Rod Dean Andrew Somers          | John Gilbert                      |
| Produktionsbolag | Rogue Pictures                 | Neo Art & Logic Capital Arts Entertainment Rogue Pictures | Neo Art & Logic Rogue Pictures  | Capital Arts Entertainment        |
| Distribution     | Universal Pictures             | Universal Studios Home Entertainment                      | Universal Pictures              | Universal Studios                 |
| Speltid          | 92 minuter                     | 98 minuter                                                | 87 minuter                      | 94 minuter                        |
| Releasedatum     | 26 december 2005               | 19 december 2006                                          | 26 december 2007                | 22 december 2009                  |

### Handling
American Pie Presents: Band Camp (2005) handlar om Stiflers yngre bror Matt Stifler (Tad Hilgenbrink), som tvingas delta i ett orkesterläger under sommaren. Han inser under filmens gång att han måste ändra sitt arroganta beteende för att vinna över Elyse.
American Pie Presents: The Naked Mile (2006) följer Erik Stifler (John White), den enda Stifler som är på väg att gå ut high-school som oskuld. Efter ett misslyckat sexförsök med sin flickvän Tracy (Jessy Schram) ger hon Erik ett fripass för att gå till University of Michigan och förlora sin oskuld där. På universitet går även Eriks kusin Dwight (Steve Talley). Eriks lojalitet testas.
American Pie Presents: Beta House (2007) fortsätter ett år efter The Naked Mile. Erik som nu tagit examen från high-school, har förlorat sin flickvän och börjar på college. Han måste slutföra en rad uppgifter innan han kan gå med i Dwights broderskap och börjar också ett nytt förhållande med Ashley (Meghan Heffern).
American Pie Presents: Book of Love (2009) utspelar sig tio år efter American Pie. Den utspelar sig i East Great Falls, och en brand i skolans bibliotek förstör The Book of Love ("Bibeln" från den första filmen). Med hjälp av bokens skapare, Mr. Levenstein, bestämmer sig personerna som startade branden för att återställa boken och förlora sin oskuld.

### Utveckling
Mer än sex år efter att den ursprungliga American Pie släpptes fortsatte franchisen med en spinoffserie som släpptes direkt till video. Filmserien består av Band Camp , släppt den 26 december 2005, The Naked Mile, släppt den 12 december 2006, Beta House, släppt den 27 december 2007 och The Book of Love, släppt den 22 december 2009. De tre första filmerna i spinoffserien är centrerade kring släktingar till Steve Stifler, som inkluderar hans bror Matt, och hans kusiner Erik, Dwight och Scott Stifler.
Flera filmer släpptes i samma anda som de ursprungliga filmerna. Filmerna innehöll mestadels nya karaktärer. Bortsett från den råa humorn är de gemensamma elementen bland filmerna i spinoffserien den fortsatta närvaron av Jims pappa och medlemmar i släkten Stifler. De enda karaktärerna från originalserien som medverkar i filmerna, förutom Jims pappa är Matt Stifler, som spelar huvudrollen i den första spinoffilmen (han spelas dock av en annan skådespelare) och Chuck Sherman, som är studievägledare för East Great Falls High School i den första spinoffilmen.

## Rollbesättning
| Karaktär                           | Originalserien      | Originalserien        | Originalserien                    | Originalserien                  | Spinoffserien                           | Spinoffserien                                | Spinoffserien                            | Spinoffserien                                  |
| Karaktär                           | American Pie (1999) | American Pie 2 (2001) | American Pie – The Wedding (2003) | American Reunion (2012)         | American Pie Presents: Band Camp (2005) | American Pie Presents: The Naked Mile (2006) | American Pie Presents: Beta House (2007) | American Pie Presents: The Book of Love (2009) |
| ---------------------------------- | ------------------- | --------------------- | --------------------------------- | ------------------------------- | --------------------------------------- | -------------------------------------------- | ---------------------------------------- | ---------------------------------------------- |
| Noah Levenstein                    | Eugene Levy         | Eugene Levy           | Eugene Levy                       | Eugene Levy                     | Eugene Levy                             | Eugene Levy                                  | Eugene Levy                              | Eugene Levy                                    |
| James "Jim" Levenstein             | Jason Biggs         | Jason Biggs           | Jason Biggs                       | Jason Biggs                     |                                         |                                              |                                          |                                                |
| Michelle Levenstein (née Flaherty) | Alyson Hannigan     | Alyson Hannigan       | Alyson Hannigan                   | Alyson Hannigan                 |                                         |                                              |                                          |                                                |
| Steve Stifler                      | Seann William Scott | Seann William Scott   | Seann William Scott               | Seann William Scott             |                                         |                                              |                                          |                                                |
| Kevin Myers                        | Thomas Ian Nicholas | Thomas Ian Nicholas   | Thomas Ian Nicholas               | Thomas Ian Nicholas             |                                         |                                              |                                          |                                                |
| Paul Finch                         | Eddie Kaye Thomas   | Eddie Kaye Thomas     | Eddie Kaye Thomas                 | Eddie Kaye Thomas               |                                         |                                              |                                          |                                                |
| Chris "Oz" Ostreicher              | Chris Klein         | Chris Klein           |                                   | Chris Klein                     |                                         |                                              |                                          |                                                |
| Heather                            | Mena Suvari         | Mena Suvari           |                                   | Mena Suvari                     |                                         |                                              |                                          |                                                |
| Victoria "Vicky" Lathum            | Tara Reid           | Tara Reid             |                                   | Tara Reid                       |                                         |                                              |                                          |                                                |
| Jessica                            | Natasha Lyonne      | Natasha Lyonne        |                                   | Natasha Lyonne (cameo)          |                                         |                                              |                                          |                                                |
| Nadia                              | Shannon Elizabeth   | Shannon Elizabeth     |                                   | Shannon Elizabeth (cameo)       |                                         |                                              |                                          |                                                |
| Chuck Sherman                      | Chris Owen          | Chris Owen            |                                   | Chris Owen (cameo)              | Chris Owen                              |                                              |                                          |                                                |
| Tom Myers                          | Casey Affleck       | Casey Affleck         |                                   |                                 |                                         |                                              |                                          |                                                |
| Thad (guy at party)                | Per Nordholm        | Per Nordholm          |                                   |                                 |                                         |                                              |                                          |                                                |
| Mrs. Levenstein                    | Molly Cheek         | Molly Cheek           | Molly Cheek                       | Molly Cheek (cameo)             |                                         |                                              |                                          |                                                |
| Cadence Flaherty                   |                     |                       | January Jones                     |                                 |                                         |                                              |                                          |                                                |
| Harold Flaherty                    |                     |                       | Fred Willard                      |                                 |                                         |                                              |                                          |                                                |
| Mary Flaherty                      |                     |                       | Deborah Rush                      |                                 |                                         |                                              |                                          |                                                |
| Jeanine Stifler                    | Jennifer Coolidge   | Jennifer Coolidge     | Jennifer Coolidge                 | Jennifer Coolidge               |                                         |                                              |                                          |                                                |
| John (aka MILF Guy #2)             | John Cho            | John Cho              | John Cho                          | John Cho                        |                                         |                                              |                                          |                                                |
| Justin (aka MILF Guy #1)           | Justin Isfield      | Justin Isfield        | Justin Isfield                    | Justin Isfield (cameo)          |                                         |                                              |                                          |                                                |
| Selena                             |                     |                       |                                   | Dania Ramirez                   |                                         |                                              |                                          |                                                |
| Mia                                |                     |                       |                                   | Katrina Bowden                  |                                         |                                              |                                          |                                                |
| Kara                               |                     |                       |                                   | Ali Cobrin                      |                                         |                                              |                                          |                                                |
| AJ                                 |                     |                       |                                   | Chuck Hittinger                 |                                         |                                              |                                          |                                                |
| Ron                                |                     |                       |                                   | Jay Harrington                  |                                         |                                              |                                          |                                                |
| Rachel Finch                       |                     |                       |                                   | Rebecca De Mornay (okrediterad) |                                         |                                              |                                          |                                                |
| Matt Stifler                       | Eli Marienthal      | Eli Marienthal        |                                   |                                 | Tad Hilgenbrink                         |                                              |                                          |                                                |
| Elyse Houston                      |                     |                       |                                   |                                 | Arielle Kebbel                          |                                              |                                          |                                                |
| Chloe                              |                     |                       |                                   |                                 | Crystle Lightning                       |                                              |                                          |                                                |
| James "Jimmy" Chong                |                     |                       |                                   |                                 | Jun Hee Lee                             |                                              |                                          |                                                |
| Ernie Kaplowitz                    |                     |                       |                                   |                                 | Jason Earles                            |                                              |                                          |                                                |
| Oscar                              |                     |                       |                                   |                                 | Omar Benson Miller                      |                                              |                                          |                                                |
| Erik Stifler                       |                     |                       |                                   |                                 |                                         | John White                                   | John White                               |                                                |
| Dwight Stifler                     |                     |                       |                                   |                                 |                                         | Steve Talley                                 | Steve Talley                             |                                                |
| Harry Stifler                      |                     |                       |                                   |                                 |                                         | Christopher McDonald                         | Christopher McDonald                     |                                                |
| Tracy Sterling                     |                     |                       |                                   |                                 |                                         | Jessy Schram                                 |                                          |                                                |
| Rob Shearson                       |                     |                       |                                   |                                 |                                         |                                              |                                          | Bug Hall                                       |
| Scott Stifler                      |                     |                       |                                   |                                 |                                         |                                              |                                          | John Patrick Jordan                            |
| Nathan Jenkyll                     |                     |                       |                                   |                                 |                                         |                                              |                                          | Kevin M. Horton                                |
| Marshall "Lube" Lubetsky           |                     |                       |                                   |                                 |                                         |                                              |                                          | Brandon Hardesty                               |
| Heidi                              |                     |                       |                                   |                                 |                                         |                                              |                                          | Beth Behrs                                     |
| Dana                               |                     |                       |                                   |                                 |                                         |                                              |                                          | Melanie Papalia                                |
| Ashley                             |                     |                       |                                   |                                 |                                         |                                              |                                          | Jennifer Holland                               |
| Madeline Shearson                  |                     |                       |                                   |                                 |                                         |                                              |                                          | Rosanna Arquette                               |